# Coventry (New York)
Pour les articles homonymes, voir Coventry (homonymie).
Coventry est une ville située dans le comté de Chenango, dans l'État de New York, aux États-Unis. En 2010, elle comptait une population de 1 655 habitants, estimée au 1er juillet 2016 à 1 596 habitants.

## Démographie
Lors du recensement de 2010, la ville comptait une population de 1 655 habitants. Elle est estimée, en 2016, à 1 596 habitants.